# ووت ایکس‌اف۸یو-۳ کروسیدر ۳
ووت ایکس‌اف۸یو-۳ کروسیدر ۳ (به انگلیسی: Vought XF8U-3 Crusader III) یک هواپیمای ساختِ کارخانهٔ ووت در کشور ایالات متحده آمریکا است. نخستین استفاده‌کنندهٔ این هواپیما نیروی دریایی ایالات متحده آمریکا بوده‌است. این هواپیما برای نخستین بار در ۲ ژوئن ۱۹۵۸ میلادی مورد استفاده قرار گرفت.